# Сульмежице
Сульмежи́це (пол. Sulmierzyce, нім. Sulmierschütz) — місто в південно-західній Польщі.

## Демографія
Демографічна структура станом на 31 березня 2011 року:
|          | Загалом | Допрацездатний вік | Працездатний вік | Постпрацездатний вік |
| -------- | ------- | ------------------ | ---------------- | -------------------- |
| Чоловіки | 1435    | 359                | 969              | 107                  |
| Жінки    | 1441    | 307                | 886              | 248                  |
| Разом    | 2876    | 666                | 1855             | 355                  |